# 脱衣搜身
脱衣搜身，用于检查一个人是否携带武器或其它违禁品的方法。执法人员有权在必要时要求被搜查人脱掉部分或全部衣物，检查其私人物品和体腔（口腔、阴道、肛门等）。脱衣搜身需要法律许可，有时需要强制进行。

## 合法性
在北美，民法和刑法通常不允许由异性进行脱衣搜查，特别是男性对女性。判定搜身合法性的技术问题在于，如果搜身时有多人在场，那么是谁进行的搜身？这种情况下，一般认为下达搜身指令的人是搜身的执行者。
另一个法律问题是无差别搜身，例如监狱和看守所中被关押的犯人和嫌疑人经常受到例行的裸体搜查。法院一般认为这种搜查对于已定罪的人是合理的。而对于尚未定罪的嫌疑人，则需要提供合理化的理由方可进行搜身。机场和海关的安保人员也可以提出搜身的要求，但合法性有时会被质疑。

## 脱衣搜身的其他手段
为了规避合法性的质疑，有时执法者会以其他方式强制怀疑对象进行裸体搜身。例如，大多数監獄、看守所、收容所和医院都有淋浴室，司法部门有时会强制要求嫌疑人进行淋浴，以便对其随身物品和衣物进行检查。
裸体搜身有时被用于防盗，例如有些工矿的管理者会要求所有工作人员在进入车间或矿井前将所有衣服脱掉并存放进储物柜，淋浴，裸体通过金属探测器，换上工作服后方可进入，离开时则进行相反流程。
医学博士保罗·雷加（Paul Rega）认为，从医学上看，裸体沐浴和搜查可以作为一种必要的刑侦手段，有助于查明刑事犯罪（包括恐怖袭击）的嫌疑人。

## 脱衣搜身的程序
机场的部分脱衣搜查（不要求全裸）通常包括：
- 脱掉鞋子（有时还有袜子）；
- 脱掉大衣和夹克；
- 除去腰帶；
- 解开襯衫。

如果有理由该人有其他隐藏物品，则该人随后被带到一个隐蔽的房间，按以下程序进行搜身：
- 脱掉衬衫；
- 脱掉裤子；
- 脱掉内衣和胸罩。

## 电子脱衣搜身
X射线、極高頻波、太赫兹射线都可以穿透衣物，事实上起到脱衣搜查的效果，但高科技的手段有时也会受到很多包括侵犯隐私在内的质疑。